# جيو-2000
جيو-2000 أو التقرير البيئي العالمي 2000 (بالإنجليزية: GEO-2000 أو Global Environment Outlook 2000)‏ هو التقرير البيئي العالمي لبرنامج الأمم المتحدة للبيئة ونُشر في عام 1999.
أطلق برنامج الأمم المتحدة للبيئة في عام 1995 التقرير البيئي العالمي بهدف تقييم القضايا البيئية ونشرها. نُشر التقرير الأول في عام 1997.
بالإضافة إلى بعض القضايا البيئية الشهيرة، حدد التقرير البيئي العالمي 2000 تهديدات جديدة ومنها:
- التأثير الضار للنيتروجين على النظم البيئية.
- زيادة حدة الكوارث الطبيعية.
- اجتياح الأنواع كنتيجة للعولمة.
- زيادة الضغوط البيئية الناجمة عن التحضر.
- انخفاض جودة الحكم في بعض البلدان.
- تـأثير الحروب الجديدة على البيئة المباشرة والدول المجاورة.
- تأثير اللاجئين على البيئة الطبيعية.

## وصلات خارجية
- التقرير البيئي العالمي 2000